# Asociación Eslovaca de Fútbol
La Asociación Eslovaca de Fútbol (SFZ) (en eslovaco: Slovenský Futbalový Zväz) es el organismo encargado de la organización del fútbol en Eslovaquia, con sede en Bratislava. Fue fundada en 1938 y está afiliada a la FIFA y a la UEFA. Se encarga de la organización de la Liga y la Copa de Eslovaquia, así como los partidos de la Selección de fútbol de Eslovaquia en sus distintas categorías.

## Galardones
Anualmente la SFS entrega el premio al mejor Jugador eslovaco del año y el Premio Peter Dubovsky al mejor jugador del país menor de 21 años. También se distingue al 11 ideal del año en categoría masculina y femenina. 

### Palmarés
| Año  | Jugador eslovaco del año | Premio Peter Dubovsky (sub-21) |
| ---- | ------------------------ | ------------------------------ |
| 2006 | Robert Vittek            | Svento Dusan                   |
| 2005 | Marek Mintál             | Andrej "Bob" Nachoppola        |
| 2004 | Marek Mintál             | Milan Ivana                    |
| 2003 | Vladimír Janočko         | Roland Števko                  |
| 2002 | Miroslav Karhan          | Róbert Vittek                  |
| 2001 | Ľubomír Moravčík         | Róbert Vittek                  |
| 2000 | Vladimír Labant          | no se entregó                  |
| 1999 | Szilárd Németh           | no se entregó                  |
| 1998 | Jozef Majoroš            | no se entregó                  |
| 1997 | Dušan Tittel             | no se entregó                  |
| 1996 | Dušan Tittel             | no se entregó                  |
| 1995 | Dušan Tittel             | no se entregó                  |
| 1994 | Vladimír Kinder          | no se entregó                  |
| 1993 | Peter Dubovský           | no se entregó                  |